# Jumanji (película)
Jumanji es una película estadounidense de 1995 dirigida por Joe Johnston y con actuación de Robin Williams, Bonnie Hunt, Kirsten Dunst y Bradley Pierce. Está basada en el relato infantil homónimo de 32 páginas publicado por Chris Van Allsburg en 1981 y que recibió el premio National Book Award en la categoría Ilustración y la medalla Randolph Caldecott al Mejor libro ilustrado. El rodaje se inició el 14 de noviembre de 1994 y se estrenó el 15 de diciembre de 1995 en Estados Unidos y Canadá y el 12 de febrero de 1996 en España.

## Argumento
En 1869, dos niños entierran un cofre en un bosque cerca de Brantford, Nueva Hampshire, preocupados de deshacerse de su contenido y que nunca sea hallado por nadie, pero si alguien lo encuentra, le piden a Dios que se apiade de su alma.
Un siglo después, en 1969, un niño de 12 años, Alan Parrish (Adam Hann-Byrd), huye de un grupo de chicos, dirigidos por Billy Jessup (Gary Joseph Thorup) y se oculta en la fábrica de calzados de su padre, Sam Parrish (Jonathan Hyde), allí se encuentra con su amigo Carl Bentley (David Alan Grier), un empleado que le muestra un nuevo prototipo de zapatilla deportiva que acababa de crear y que espera que Sam apruebe para su producción; desafortunadamente, Alan daña accidentalmente una máquina transportadora con el prototipo de zapatilla y como consecuencia, Carl es culpado y despedido.
Una vez fuera de la fábrica, Alan se encuentra nuevamente con el grupo de chicos y al mismo Billy, donde este último acusa a Alan de coquetear con su novia, por lo que lo golpean y roban su bicicleta. En ese momento, Alan empieza a escuchar sonidos de tambores tribales en una obra de construcción cercana y encuentra el cofre enterrado, que contiene un juego de mesa llamado Jumanji.
Esa noche, Alan tiene una fuerte discusión con su padre, por quererlo enviar a un internado y decide huir hasta que se encuentra con su amiga Sarah Whittle (Laura Bell Bundy) en la entrada de su casa, quien le devuelve la bicicleta que le habían robado previamente y le había pedido a su novio Billy que no molestara más a Alan. Sin embargo en ese momento Sarah también escucha los tambores tribales del juego y Alan se lo enseña, tras leer las instrucciones, la invita a jugar una partida, pero Sarah se niega, tirando los dados sobre el tablero de juego, lo que ocasiona que el mismo juego crea que ella tiró los dados y es cuando aparece un mensaje siniestro en la bola de cristal en el centro del tablero del juego. Sarah empieza a tener miedo y le dice a Alan que lo guarde, pero en ese momento, Alan tira accidentalmente los dados sobre el juego y aparece otro mensaje, que le dice: «En la jungla esperarás hasta que los dados digan 5 u 8» y de repente, es absorbido por el juego y Sarah es perseguida hasta la calle por unos murciélagos que salen de la chimenea por el juego.
26 años después en 1995, dos niños huérfanos, una chica de 12 años llamada Judy Shepherd (Kirsten Dunst) y su pequeño hermano de 9 años, Peter Shepherd (Bradley Pierce), se mudan con su tía Nora (Bebe Neuwirth) a la casa vacante de los Parrish (que ha estado abandonada durante 26 años) tras perder a sus padres en un accidente de circulación en las Montañas Rocosas Canadienses. Después de un tiempo, Judy y Peter oyen los sonidos de los tambores de Jumanji y encuentran el juego en el ático. Al tirar los dados, la casa es atacada por mosquitos y monos que destruyen su cocina, dándose cuenta de que salieron del juego. Al principio no quieren seguir jugando, pero tras leer las indicaciones del mismo descubren que cada tirada de dados trae consigo una catástrofe; sin embargo, si uno de ellos llega al final y dice la palabra Jumanji, la partida termina y todas las consecuencias causadas por el juego desaparecerán, por lo que deciden continuar hasta finalizar el juego.
Tras esto, Peter saca en los dados un 5, lo que termina liberando a Alan, quien ahora es un adulto de 38 años (Robin Williams), y a un león. Al salir del juego, Alan les da las gracias por haber sacado el 5 y haberlo liberado, pero descubre que todos los años que estuvo atrapado en el juego, muchos lo habían dado por muerto y sale a la fábrica de zapatos de su padre a buscarlo, pero al llegar al lugar, descubre que la fábrica está en una ruina total, debido a que, según le cuenta un indigente refugiado en el recinto, todos en el pueblo dieron por sentado que su padre lo mató, pero Sam en realidad gastó toda su fortuna buscándolo, por lo que sus padres murieron en la miseria, mientras que la ruina de la fábrica provocó un bache económico que convirtió a Brantford en un pueblo de mala muerte. 
Alan regresa a la casa y al principio no quiere seguir jugando, pero después, cuando Judy y Peter quieren seguir solos, Alan les dice que no imaginan los peligros que saldrán del juego y pondrán en riesgo sus vidas, y lo convencen para continuar la partida. Judy tira los dados, pero tras ver que su figura no avanza, Alan comprende que continúan jugando la partida de 1969, siendo turno de Sarah. Los tres van a buscarla a su casa y, siendo una adulta (Bonnie Hunt) se niega a jugar, por lo que Alan la engaña para que tire los dados, tras lo cual la convencen para continuar, afirmando que nadie dejará de jugar pase lo que pase. 
Conforme avanza el juego, las sucesivas tiradas originan distintas catástrofes: entre ellas, la ciudad es atacada por mosquitos venenosos, estampida de animales y monos muy traviesos. También, Alan es perseguido por el malvado cazador Van Pelt (Jonathan Hyde), un personaje del  juego Jumanji que esta obsesionado con cazarlo y matarlo. Peter fue convertido en un mono por intentar hacer trampa en el juego, mientras trataba de forzar los dados a sacar un 12, ya que es lo que se necesitaba para ganar. Paralelamente, todos los sucesos causados por cada jugada, generan caos y saqueos por toda la ciudad. Alan también se reencuentra con Carl, que ahora es un policía, y también nace un enamoramiento entre Sarah y Alan.
Al final, Alan aprende su lección de que cuando él fue un niño tenía miedo de sus acciones; pero ahora ya no lo tiene. Él llega al final del juego al sacar un 3 con los dados y Jumanji retrocede el tiempo hasta el año 1969, justo antes del momento de iniciar el juego, cuando Alan y Sarah eran niños. En ese momento, aparece su padre, Alan lo abraza feliz de verlo nuevamente y le confiesa la verdad sobre lo ocurrido en la fábrica con Carl. Alan recuerda a Judy y Peter, pero Sarah le hace ver que aun no nacen. Posteriormente, ambos encadenan el juego a unos ladrillos y lo lanzan al río. 
25 años después Alan y Sarah están casados y ella embarazada; la economía del pueblo fue asegurada gracias a que Alan se hizo cargo de la fábrica de zapatos Parrish, dejando a Carl como su brazo derecho y el pionero de la línea de zapatillas deportivas. En la fiesta de Navidad del año 1994, Alan y Sarah finalmente se reúnen con Peter, Judy y los padres de estos últimos, a quienes contratan para poder estar cerca de la familia, donde también Alan y Sarah convencen a los padres de Judy y Peter de no ir a las Montañas Rocosas Canadienses, ya que estos saben que en dicho lugar ocurrirían sus respectivas muertes. 
La película termina cuando dos niñas que hablan en francés, oyen los sonidos de tambores del juego que está en la arena en la playa muy cerca de ellas.

## Reparto
| Personaje          | Actor original           | Actor de doblaje (1995) | Redoblaje (2011) | Actor de doblaje (1996) |
| ------------------ | ------------------------ | ----------------------- | ---------------- | ----------------------- |
| Alan Parrish       | Robin Williams (adulto)  | José Lavat (†)          | Ariel Abadi      | Jordi Brau              |
| Alan Parrish       | Adam Hann-Byrd (joven)   | Kalimba Marichal        | Marcos Abadi     | David Jenner            |
| Sarah Whittle      | Bonnie Hunt (adulto)     | Maru Guzmán             | Valeria Gómez    | Rosa María Hernández    |
| Sarah Whittle      | Laura Bell Bundy (joven) | Rossy Aguirre           | Sol Nieto        | Ana Pallejà             |
| Judy Sheperd       | Kirsten Dunst            | Laura Ayala             | Mariela Álvarez  | Nuria Trifol            |
| Peter Sheperd      | Bradley Pierce           | Ariadna Rivas           | Mara Campanelli  | Graciela Molina         |
| Sam Parrish        | Jonathan Hyde            | Blas García             | Dany de Álzaga   | Camilo García           |
| Van Pelt           | Jonathan Hyde            | Blas García             | Dany de Álzaga   | Camilo García           |
| Carl Bentley       | David Alan Grier         | Ricardo Tejedo          | René Sagastume   | Ricky Coello            |
| Nora               | Bebe Neuwirth            | Yolanda Vidal           | Susana Alcoba    | Mercedes Montalá        |
| Carol Parrish      | Patricia Clarkson        | Sylvia Garcel           | Silvia Aira      | Concha Valero           |
| Billy Jessup       | Gary Joseph Thorup       | Irwin Daayán            | Martín Gopar     | Joaquín Díaz            |
| Sra. Thomas        | Gillian Barber           | Ruth Toscano            | Livia Fernán     | ¿?                      |
| Jim Shepherd       | Malcolm Stewart          | Ismael Castro           | ¿?               | Xavier Fernández        |
| Martha Shepherd    | Annabel Kershaw          | Patricia Quintero       | Isabel Iglesias  | ¿?                      |
| Velador en fábrica | Lloyd Berry              | Miguel Ángel Ghigliazza | Javier Gómez     | Ernesto Aura            |
| Vendedor de armas  | Darryl Henriques         | Eduardo Tejedo          | Ariel Cister     | Toni Solanes            |
| Narrador           | N/A                      | Blas García             | Dany de Álzaga   | ¿?                      |

## Mensajes del juego
| Tirada | Jugador | Mensaje                                                                           | Hispanoamérica                                                                       | España                                                                              | Efectos                                                                                              |
| ------ | ------- | --------------------------------------------------------------------------------- | ------------------------------------------------------------------------------------ | ----------------------------------------------------------------------------------- | --- |
| 1      | Sarah   | At night they fly, you better run, these winged things are not much fun.          | De noche vuelan, más vale correr, porque estas cosas aladas te van a hacer fallecer. | De noche vuelan, es mejor huir. Estos seres con alas no hacen reír.                 | Aparecen murciélagos.                                                                                |
| 2      | Alan    | In the jungle you must wait, until the dice read five or eight.                   | En la jungla esperarás, hasta que los dados digan 5 u 8.                             | En la jungla vas a esperar hasta un 5 o un 8 sacar.                                 | Alan inmediatamente es absorbido por el juego.                                                       |
| 3      | Judy    | A little tiny bite can make you itch, will make you sneeze, and make you twitch.  | Una mordida, te molesta, estornudas, o te acuestas.                                  | Sus mordeduras dan picores, estornudos o sudores.                                   | Aparecen mosquitos gigantes.                                                                         |
| 4      | Peter   | This will not be an easy mission, monkeys slow the expedition.                    | No será una fácil misión, los simios detienen la expedición.                         | No va a ser fácil la misión, los monos retrasan la expedición.                      | Aparecen monos que generan caos en la ciudad.                                                        |
| 5      | Peter   | His fangs are sharp; he likes your taste. Your party better move post haste.      | Sus colmillos son filosos, le agrada tu sabor. Deben salir ahora, a todo vapor.      | De afilados colmillos, tu sabor le atrae. Más vale que corras o en sus garras caes. | Aparece un león y Alan es liberado del juego.                                                        |
| 6      | Sarah   | They grow much faster than bamboo. Take care, or they'll come after you.          | Crecen más rápido que el bambú, cuídate porque vendrán y te harán bú.                | Crecen más rápido que el bambú. Cuidado, que ahora peligras tú.                     | Aparecen plantas carnívoras gigantes y plantas venenosas.                                            |
| 7      | Alan    | A hunter from the darkest wild, makes you feel just like a child.                 | Un cazador de la selva oscura te hace sentir como una criatura.                      | Un cazador de la selva oscura te hace sentir como una criatura.                     | Aparece el malvado cazador Van Pelt, quien persigue a Alan.                                          |
| 8      | Judy    | Don't be fooled; it isn't thunder. Staying put would be a blunder.                | No te engañes, no es un relámpago, permanecer sería tonto.                           | No es un trueno, es algo peor, quedarse quieto sería un error.                      | Aparece una estampida de animales salvajes.                                                          |
| 9      | Peter   | A law of 'Jumanji' has been broken. You will step back even more than your token. | Al violar una ley de Jumanji, regresarás más de lo que avanzaste.                    | Una regla del juego ha sido contradicha, deberás regresar más atrás que tu ficha.   | Peter se transforma en un simio por hacer trampa y su ficha retrocede hasta el inicio.               |
| 10     | Sarah   | Every month at the quarter moon there'll be a monsoon in your lagoon.             | Cada mes en cuarto creciente habrá un monzón en tu laguna.                           | Cada mes al menguar la luna, el monzón inunda tu laguna.                            | Toda la casa se inunda y aparecen dos cocodrilos.                                                    |
| 11     | Alan    | Beware the ground on which you stand. The floor is quicker than the sand.         | Mucho cuidado con el suelo donde estás, el piso es más rápido que la arena.          | Cuidado con el suelo que ahora pisas. Es peor que las arenas movedizas.             | El suelo de la casa se vuelven arenas movedizas.                                                     |
| 12     | Judy    | There is a lesson you must learn. Sometimes you must go back a turn.              | Hay una lección que aprenderás, a veces debes dar la vuelta.                         | Una lección tendrás qué aprender y un turno debes retroceder.                       | Los efectos de la anterior jugada quedan anulados.                                                   |
| 13     | Peter   | Need a hand, well you just wait. We'll lend a hand, we each have eight.           | ¿Necesitas ayuda? Pues aguarda, te ayudaremos. Todas tenemos ocho.                   | Si metes la pata, no debes preocuparte. Tenemos ocho para prestarte.                | Aparecen arañas gigantes.                                                                            |
| 14     | Sarah   | You're almost there with much at stake. But now, the ground begins to quake.      | Casi terminas con mucho riesgo, pero ahora el piso va a temblar.                     | Ya falta poco para llegar, pero ahora el suelo empieza a temblar.                   | La casa se resquebraja a causa de un gran terremoto.                                                 |
| 15     | Alan    | Jumanji                                                                           | Jumanji                                                                              | Jumanji                                                                             | Alan gana la partida. El tiempo se revierte hasta el momento previo a que iniciara el juego en 1969. |

## Producción
Scarlett Johannson fue una candidata para el papel de Judy Shepherd, pero al final Kirsten Dunst recibió el papel. Una vez que se hizo el proceso de selección del reparto, se filmó la obra cinematográfica en Keene, Nuevo Hampshire. Cabe también destacar que, mientras Robin Williams rodaba Jumanji, él también estaba participando en la película Nueve meses (1995).

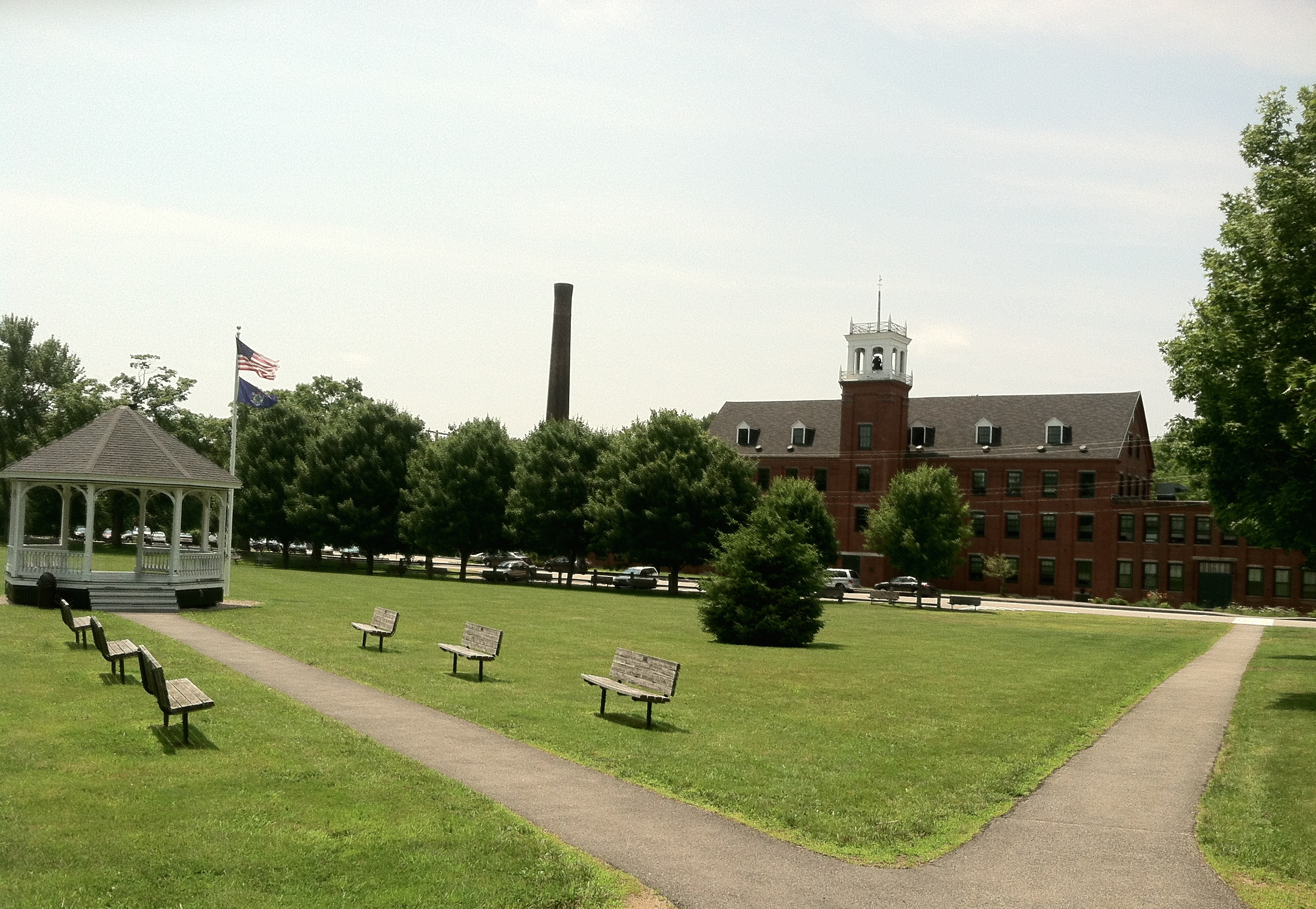
Olde Woolen Mill, un complejo de molinos donde representa la fábrica de Zapatos Parrish durante la película.

## Recepción
La película fue un gran éxito de taquilla recaudando casi 263 millones USD en contra de un presupuesto de 65 millones USD. Causó también que el juego de Jumanji se hiciera tan popular que en 2014 se llegó a pagar más de 60.000 dólares -unos 56.000 euros- por una réplica.
Los críticos en cambio le dieron reseña mixta a la película: con algunos elogiando las secuencias de  acción, banda sonora, cinematografía, actuaciones, la dirección de  Johnston, el maquillaje y los efectos visuales pero con otros criticando el tono oscuro, el diseño de los animales y algunas cuantas secuencias terroríficas.

## Secuela
La productora Sony Pictures la había anunciado inicialmente como una recreación que finalmente se dio a conocer como la secuela de la entrega original, titulada Jumanji: Welcome to the Jungle, que iba a ser estrenada el 25 de diciembre de 2016, pero el 20 de enero de 2016 se anunció que la nueva secuela se había retrasado a diciembre de 2017.
El 22 de febrero de 2019, Jack Black confirmó que Welcome to the Jungle y The Next Level corresponden a la tercera y cuarta película de la saga respectivamente ya que Zathura: A Space Adventure (2005) sirvió como la segunda película y compartió continuidad con las otras películas de la serie.